# Ildikó Mîrne-Nagy
Ildikó Mîrne-Nagy (Târgu Mureș, 3 aprile 1984) è una cestista rumena con cittadinanza ungherese.

## Carriera
Con la Romania ha disputato i Campionati europei del 2005.